# Bahnhof Città del Vaticano
Der Bahnhof Città del Vaticano ist der Bahnhof der Vatikanstadt und als Kopfbahnhof angelegt. Die Bahnanlagen werden von der Vatikanischen Staatsbahngesellschaft Ferrovia Vaticana betrieben und stellen zugleich das gesamte Streckennetz der Gesellschaft dar.

## Bahnhof
Die Anlage des Bahnhofs weist zwei parallele Gleise auf, von denen eines das Bahnsteiggleis ist. Davon abzweigend gibt es zwei kurze Stumpfgleise, auf denen Güterwagen für den Güterumschlag abgestellt werden können. Die Gleise liegen in einer weiten, flachen Mulde, mitten in den vatikanischen Gärten. Um die nötige Gleislänge zu erreichen, liegen die Einfahrweiche und die ersten Meter der beiden Gleise noch auf italienischem Staatsgebiet.
Um das Rangieren zu ermöglichen, musste das Ausziehgleis am Kopfende des Bahnhofs mit seinem Endstück in einen Tunnelstumpf gelegt werden, der 97 Meter weit in den westlich des Bahnhofs gelegenen Hügel führt. Die Weichen der Anlage werden von Hand gestellt. Zum benachbarten Bahnhof Roma San Pietro, wo die Gleise in die Bahnstrecke Pisa–Rom münden, besteht eine Telefon- und Telegrafenverbindung.
Am 4. November 1943 wurde der Vatikan von vier Fliegerbomben getroffen, die beträchtliche Sachschäden am Bahnhof und am Governatorat anrichteten, jedoch ohne dass jemand verletzt oder getötet wurde.

## Empfangsgebäude

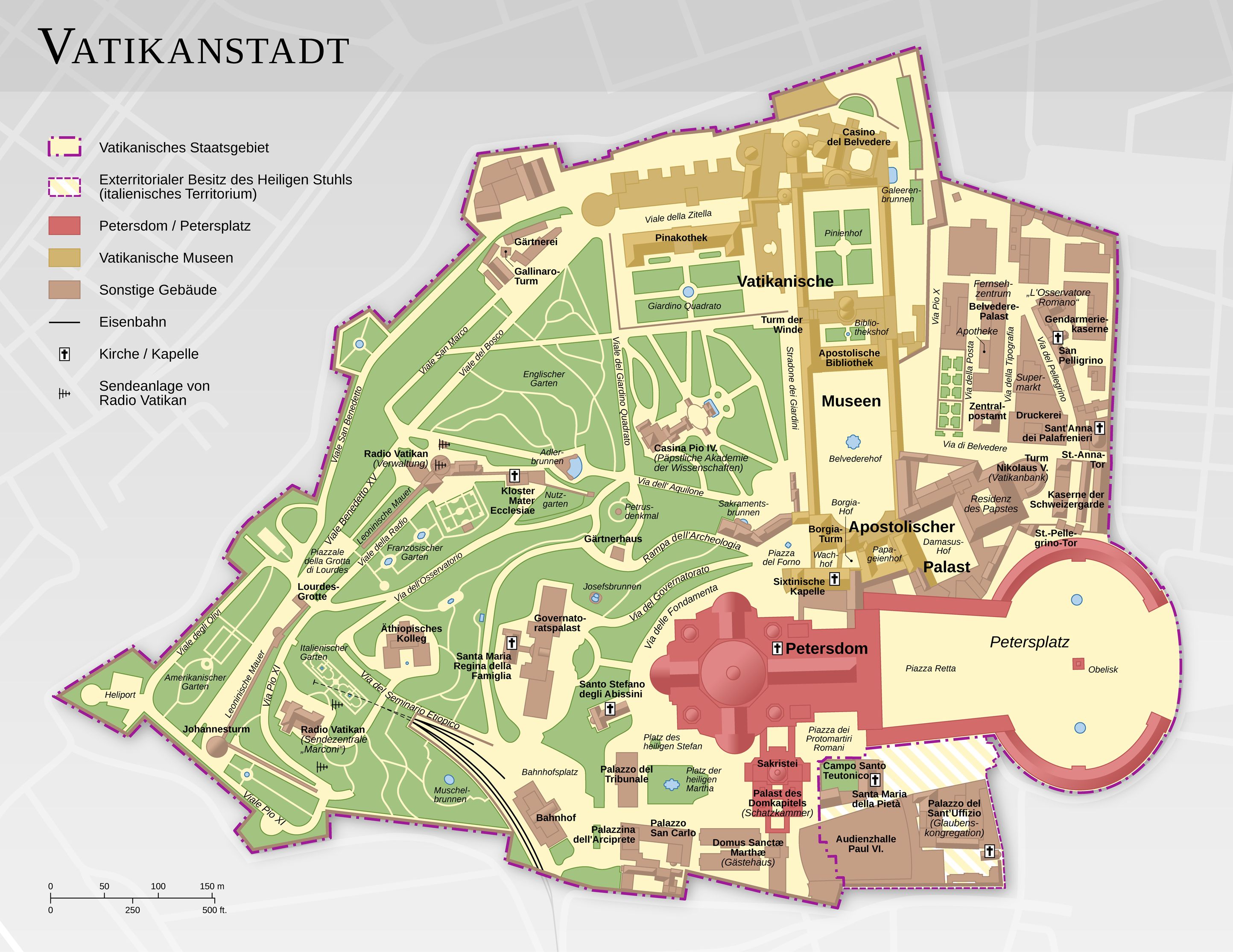
Übersichtskarte

Das von Giuseppe Momo, dem Hofarchitekten von Papst Pius XI., 1933 errichtete Empfangsgebäude, steht an dem einzigen Bahnsteig des Bahnhofs in Seitenlage. Der Bahnsteig beginnt unmittelbar hinter dem Tor, das den Durchlass für das Einfahrtsgleis durch den vatikanischen Festungswall gewährt.
Das Bahnhofsgebäude reflektiert den damals üblichen Neoklassizismus und ist gemessen an seiner verkehrstechnischen Bedeutung überdimensioniert. Die tragende Struktur besteht aus Stahlbeton. Das Gebäude nimmt eine Grundfläche von 61 Meter mal 21,5 Meter ein, der zentrale Risalit ist 17 Meter hoch. Ursprünglich gab es gleisseitig eine Bahnsteigüberdachung, der straßenseitig eine überdachte Vorfahrt für Pkws entspricht.
Da ursprünglich als Bahnhof für Staatsempfänge geplant, erhielt das Gebäude eine prächtige Ausstattung der zentralen Empfangshalle in verschiedenfarbigem Marmor, einer Stuckdecke und acht monolithischen Säulen aus grünem Marmor. Seitlich der zentralen Halle waren Büro- und Betriebsräume angeordnet.
Das Äußere ist weitgehend mit Travertin verkleidet, an der Bahnsteigseite wurde in höheren Zonen auch künstlicher Travertin verwendet. Der Skulpturenschmuck an der Straßenseite des Gebäudes stammt von Professor Eduardo Rubino:
- Das Wappen von Pius XI., gestützt von zwei allegorischen Figuren (Gedanke und Tat), über dem zentralen Portal
- An den Seitenflügeln zwei Reliefs mit biblischen Szenen zum Thema „Reise“:
  - Petrus im Fischerboot und
  - der Prophet Elija in seinem Feuerwagen.

Da das Empfangsgebäude für seine eigentliche Funktion fast nie eingesetzt wurde, dient es heute in großen Teilen anderen Nutzungen. In den 1990er Jahren wurde deshalb in der zentralen Empfangshalle eine Zwischendecke eingezogen und der Raum dadurch in seiner Wirkung zerstört. Dort wurde ein Edel-Duty-Free-Shop Magazzino (für Angestellte und Bewohner) sowie im ersten Stock ein Münz- und Briefmarkenmuseum untergebracht. Die Bahnsteigüberdachung wurde abgetragen.

## Rezeption
Hinsichtlich des baukünstlerischen Werts des Gebäudes gibt es unterschiedliche Meinungen: Von Papst Pius XI. wird anlässlich einer Baustellenbesichtigung das Zitat überliefert: „Dies ist das schönste Bahnhofsgebäude der Welt!“ Der Schriftsteller Henry Vollam Morton hingegen meinte, es sehe aus wie eine Zweigstelle von Barclays Bank in London.

## Nutzung

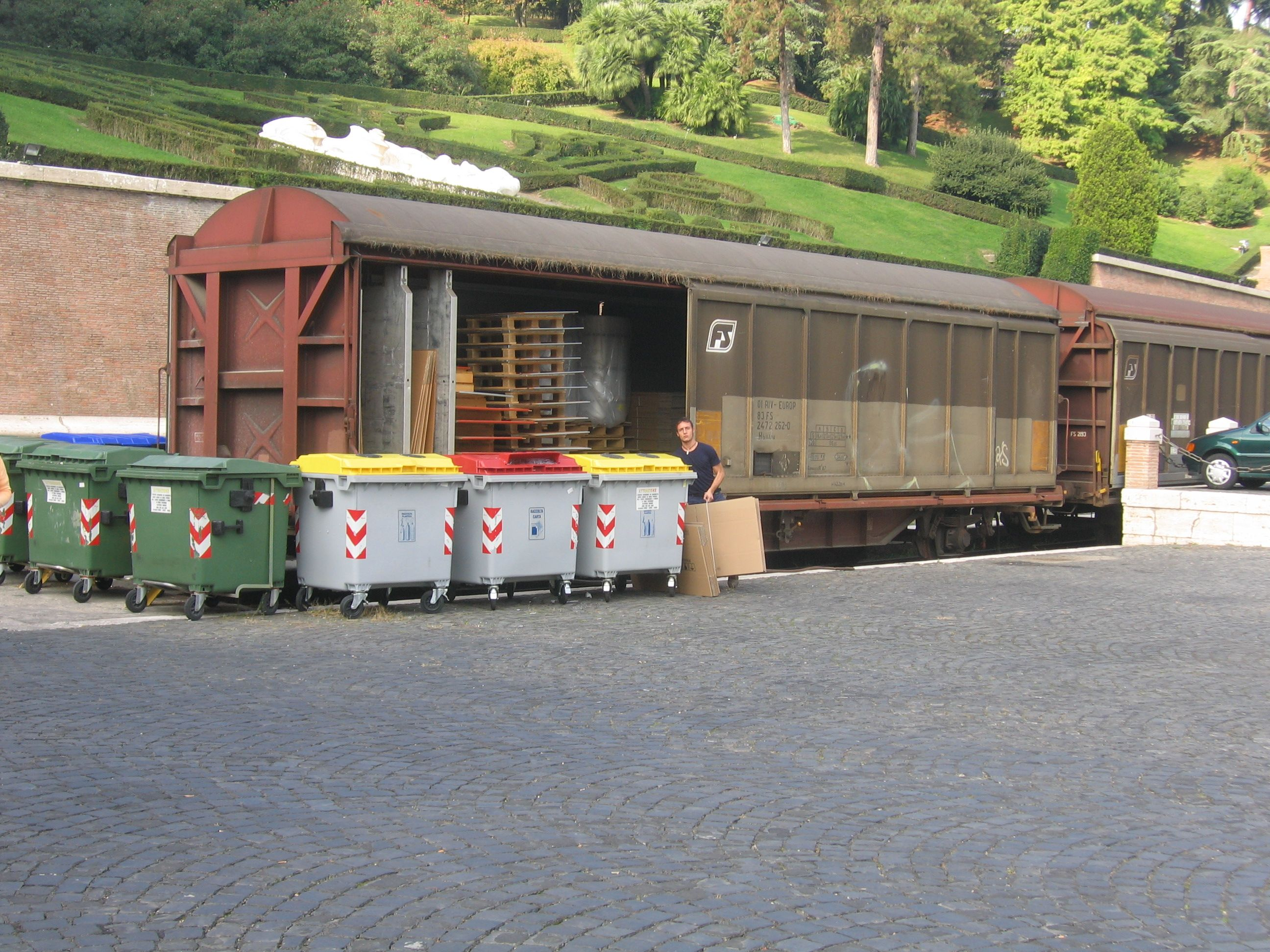
Güterwagen beim Entladen

Die Nutzung des Empfangsgebäudes war von Anfang an ein seltenes Ereignis. Während Planung und Bau gingen die Beteiligten noch davon aus, dass hier glanzvolle Staatsempfänge stattfinden würden. Das ist nie eingetreten. Der erste Papst, der den Bahnhof persönlich nutzte, war Johannes XXIII.: Am 4. Oktober 1962 – eine Woche vor Eröffnung des Zweiten Vatikanischen Konzils – nutzte er ihn für eine Pilgerfahrt nach Loreto und Assisi. Als Fahrzeug diente dazu der für diesen Anlass ausgeliehene Sonderzug des italienischen Staatspräsidenten.
Da Pius IX. der letzte Papst gewesen war, der Loreto – noch als Staatsoberhaupt des Kirchenstaats – besucht hatte, dabei auch als letzter Papst mit der Bahn gefahren war, da er aus Protest gegenüber der Einnahme des Kirchenstaats durch Italien überhaupt auf einen Aufenthalt außerhalb der Mauern des Vatikans verzichtet hatte, wurde diese Fahrt als symbolischer Bruch mit der Tradition der Weltabgewandtheit und als eine Öffnung gegenüber der Welt gewertet.
Papst Johannes Paul II. nutzte die Bahn wenige Male als Ausgangs- und Endpunkt von Reisen innerhalb Italiens:
- Am 8. November 1979 – eher symbolisch – für eine Fahrt zu den römischen Bahnhöfen Salario, San Pietro, Trastevere und Roma Termini anlässlich des „Tags der Eisenbahner“ und eines Treffens mit Rangierern im Bahnhof Salario.
- 1986 bei der Rückkehr von seinem Besuch in Indien, da wegen Schnee sein Flugzeug nicht in Rom landen konnte, sondern in Neapel, von dort fuhr er mit dem Zug in den Vatikan zurück.
- Am 24. Januar 2002 zu einer Pilgerfahrt nach Assisi.

Papst Benedikt XVI. nutzte am 27. Oktober 2011 den Bahnhof anlässlich seiner Zugfahrt nach Assisi zum Weltfriedenstreffen.
Darüber hinaus fahren den Bahnhof gelegentlich externe Sonderzüge an, wie beispielsweise eine Exkursion der Deutschen Gesellschaft für Eisenbahngeschichte am 2. Oktober 2008. Seit September 2015 fährt samstags um 10:57 Uhr ein Touristenzug vom Bahnhof Città del Vaticano zur päpstlichen Urlaubsresidenz Castel Gandolfo, die im Anschluss an diese Fahrt besichtigt werden kann. Auf dem Rückweg endet die Fahrt bereits am Bahnhof Roma San Pietro. Dieses touristische Angebot ist eine Zusammenarbeit von trenitalia mit den Vatikanischen Museen.
Schienengüterverkehr dagegen wird regelmäßig über den Bahnhof abgewickelt.

Bildergalerie
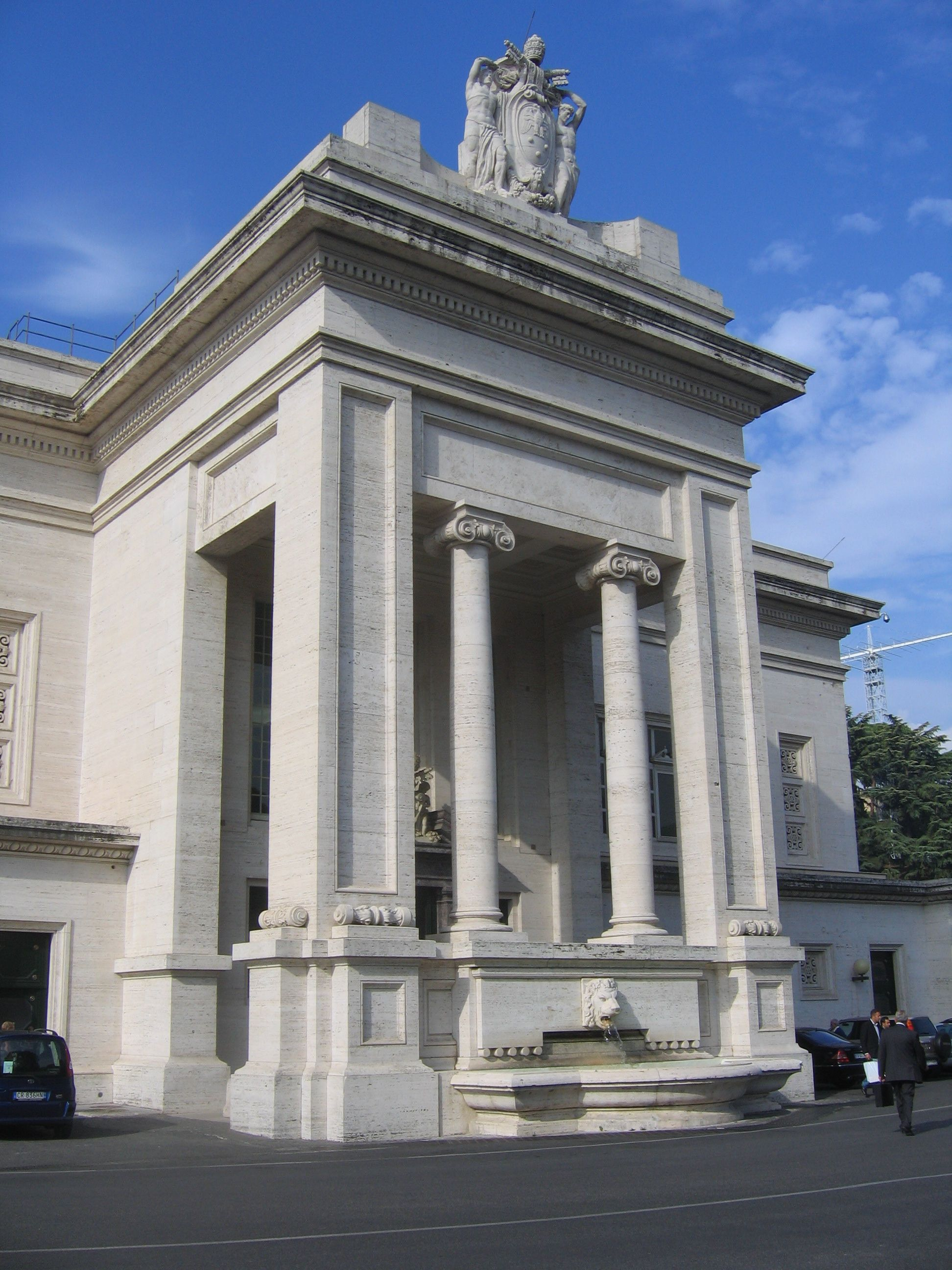
Straßenseite des Empfangsgebäudes
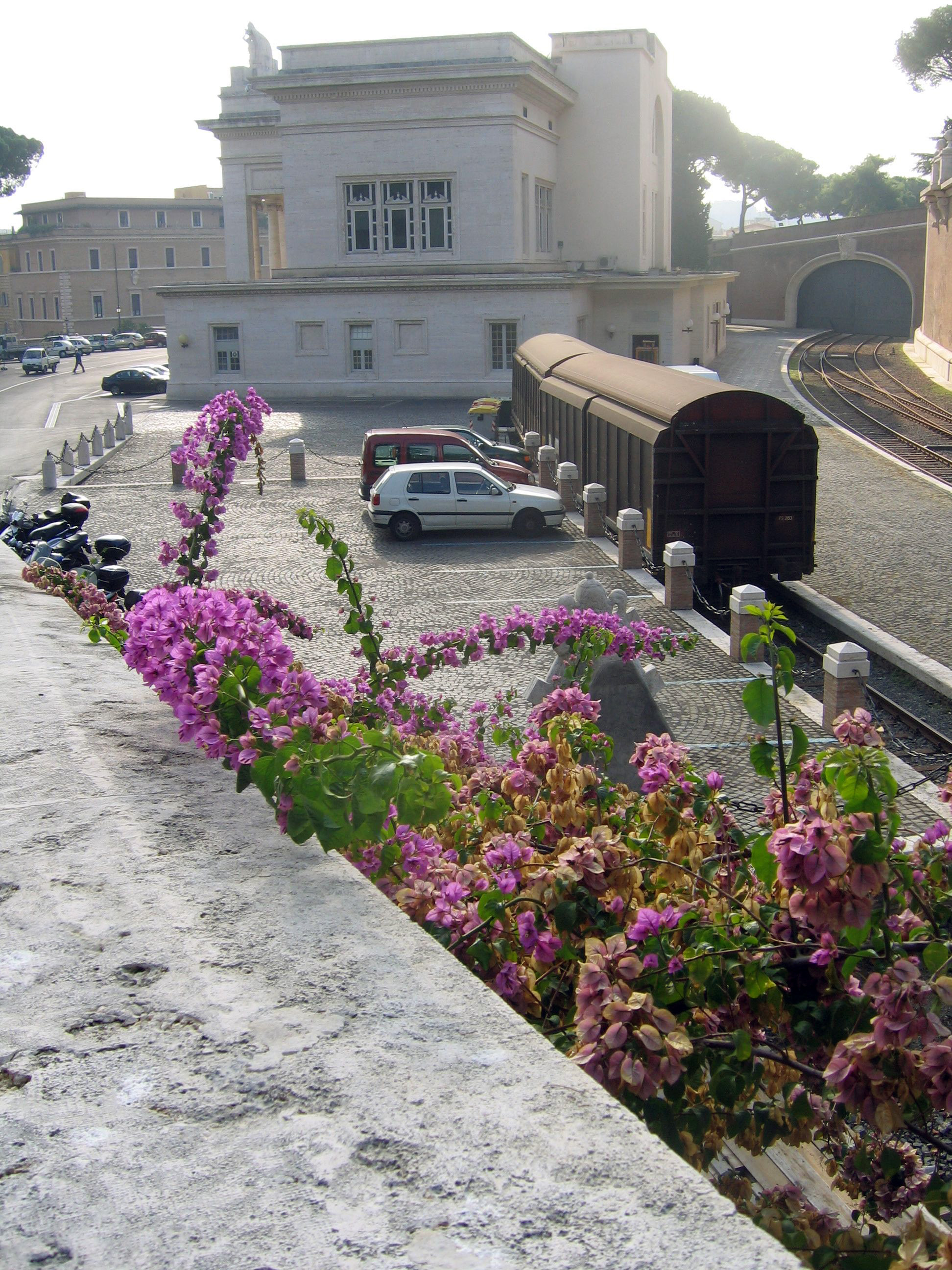
Bahnhof der Vatikanstadt
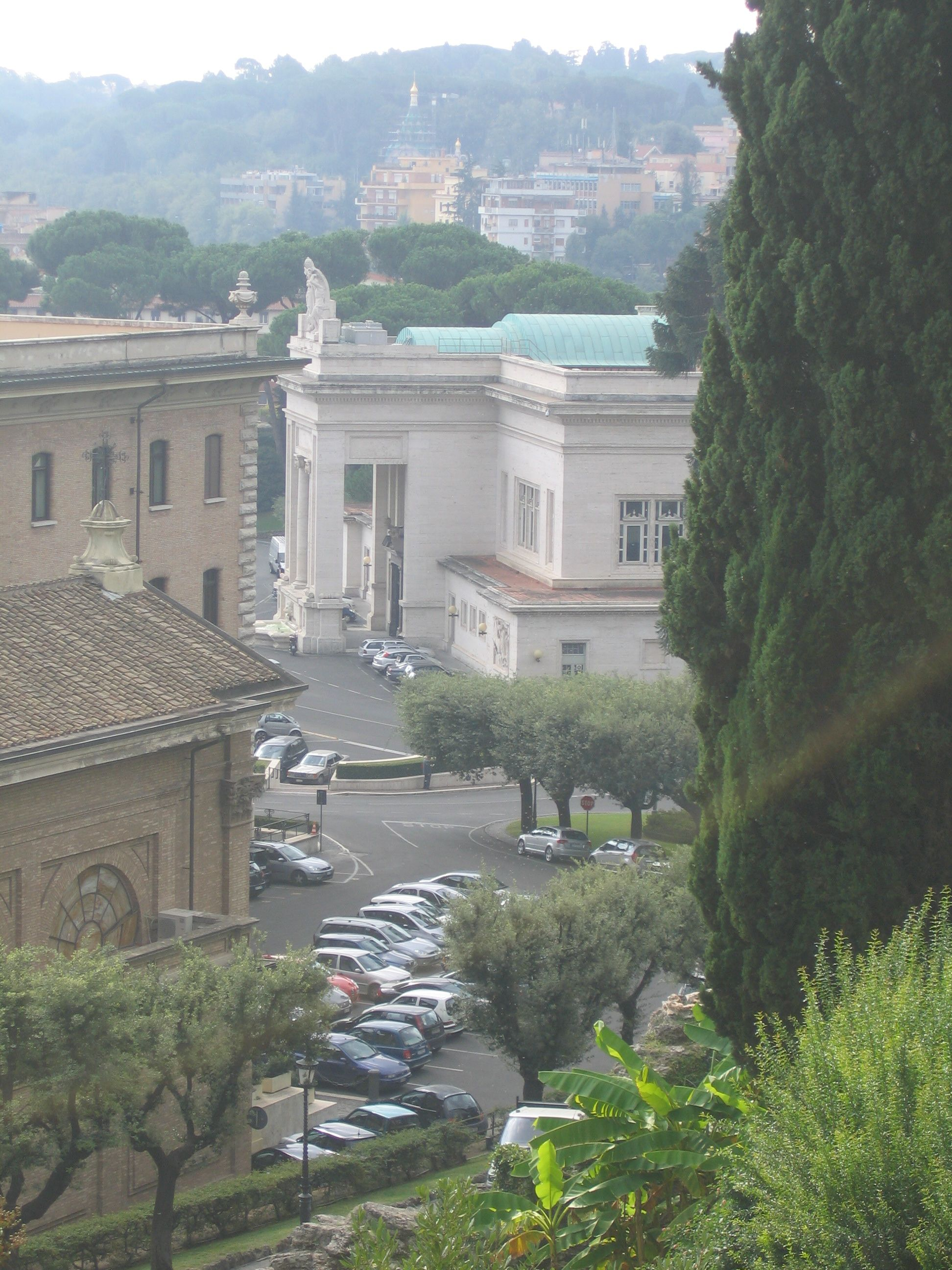
Empfangsgebäude (rechts), Gouverneurspalast (links)
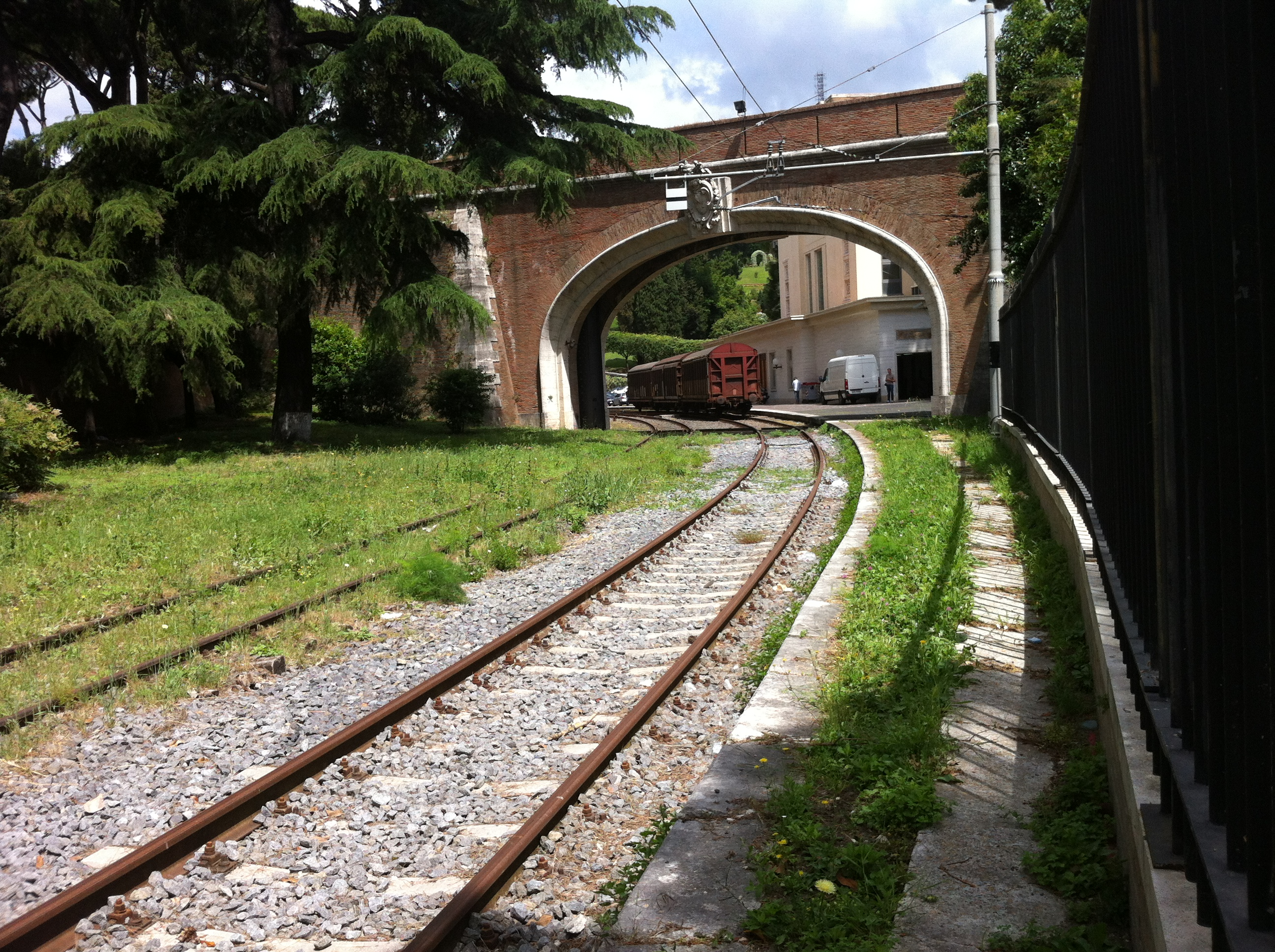
Bahnhof Vatikan von außen – Tore geöffnet
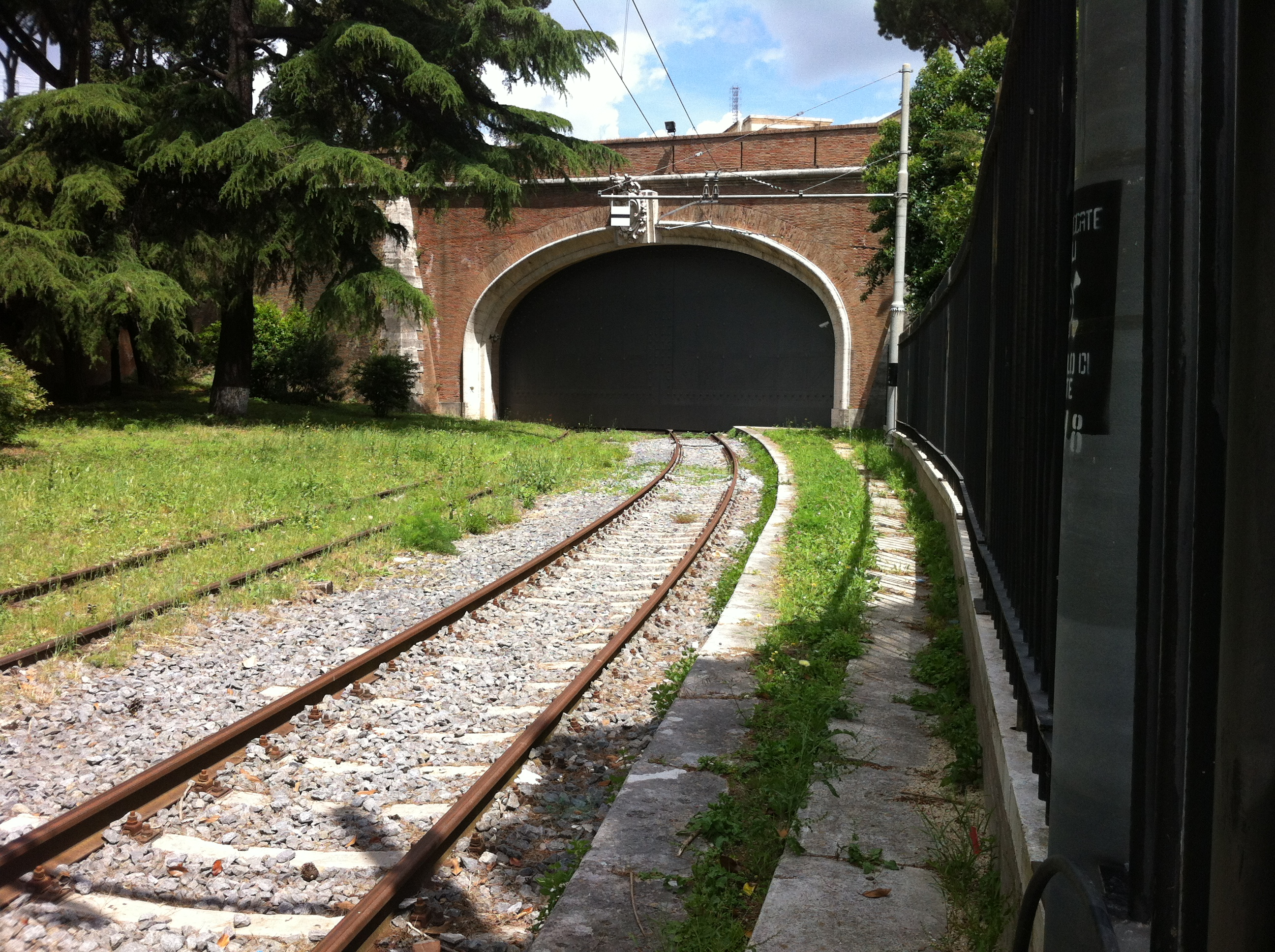
Bahnhof Vatikan von außen – Tore geschlossen